# Skellebjerg
Skellebjerg er en stationsby i Sydvestsjælland med 205 indbyggere i byområdet (2023). Skellebjerg er beliggende fire kilometer øst for Ruds Vedby, fem kilometer vest for Dianalund og 16 kilometer nord for Sorø. Byen tilhører Sorø Kommune og er beliggende i Skellebjerg Sogn. Skellebjerg Station og Skellebjerg Kirke ligger i byen.